# Chi Cúc
Chi Cúc (danh pháp khoa học: Chrysanthemum) là một chi thực vật có hoa trong họ Cúc (Asteraceae). Đây là chi bản địa của châu Á và đông bắc châu Âu. Đa số các loài trong chi có nguồn gốc từ Đông Á, trong đó trung tâm đa dạng là Trung Quốc. Có khoảng 40 loài.
Danh pháp "Chrysanthemum" bắt nguồn từ tiếng Hy Lạp chrysos (nghĩa là "vàng") and anthemon (nghĩa là "hoa"). Tên này do Carl von Linné đặt vào năm 1753.
Chrysanthemum đã được trồng tại Trung Quốc từ 1.500 năm trước Công nguyên. Sau nhiều thế kỷ, số lượng giống cây đã tăng lên rất nhiều. Chrysanthemum có nhiều công năng hữu ích cho cuộc sống của con người như làm hoa trang trí, làm thuốc chữa bệnh, làm phong phú cho đời sống ẩm thực và thậm chí là làm thuốc trừ sâu. Chrysanthemum cũng in đậm dấu ấn vào văn hóa của nhiều quốc gia.

## Phân loại học

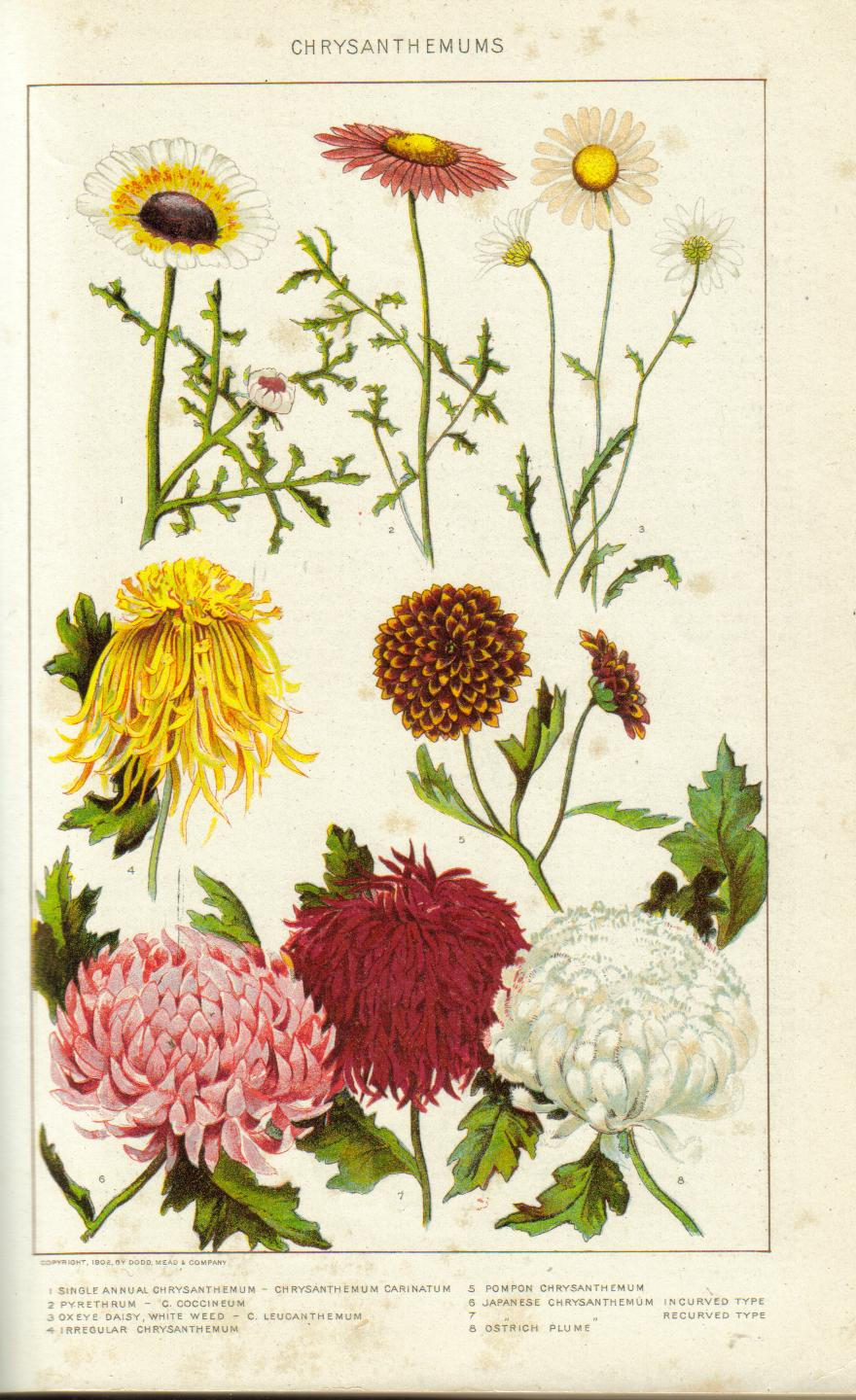
Tranh vẽ Chrysanthemum trích từ New International Encyclopedia, 1902

Trước đây chi này có nhiều loài hơn bây giờ, nhưng vài thập niên trước người ta đã chia chúng ra thành các chi nhỏ như và xếp các loài được trồng có giá trị kinh tế vào chi Dendranthema. Tên chi là vấn đề gây tranh cãi; vào năm 1999, Hệ thống mã danh pháp quốc tế cho thực vật (International Code of Botanical Nomenclature) chọn loài định danh cho chi này là Chrysanthemum indicum (cúc hoa vàng), trả các loài có giá trị kinh tế về chi Chrysanthemum.
Một số loài trước đây từng thuộc chi Chrysanthemum nhưng đã được dời sang chi Glebionis. Một số chi được chia ra từ Chrysanthemum là: Argyranthemum, Leucanthemopsis, Leucanthemum, Rhodanthemum và Tanacetum.

## Miêu tả

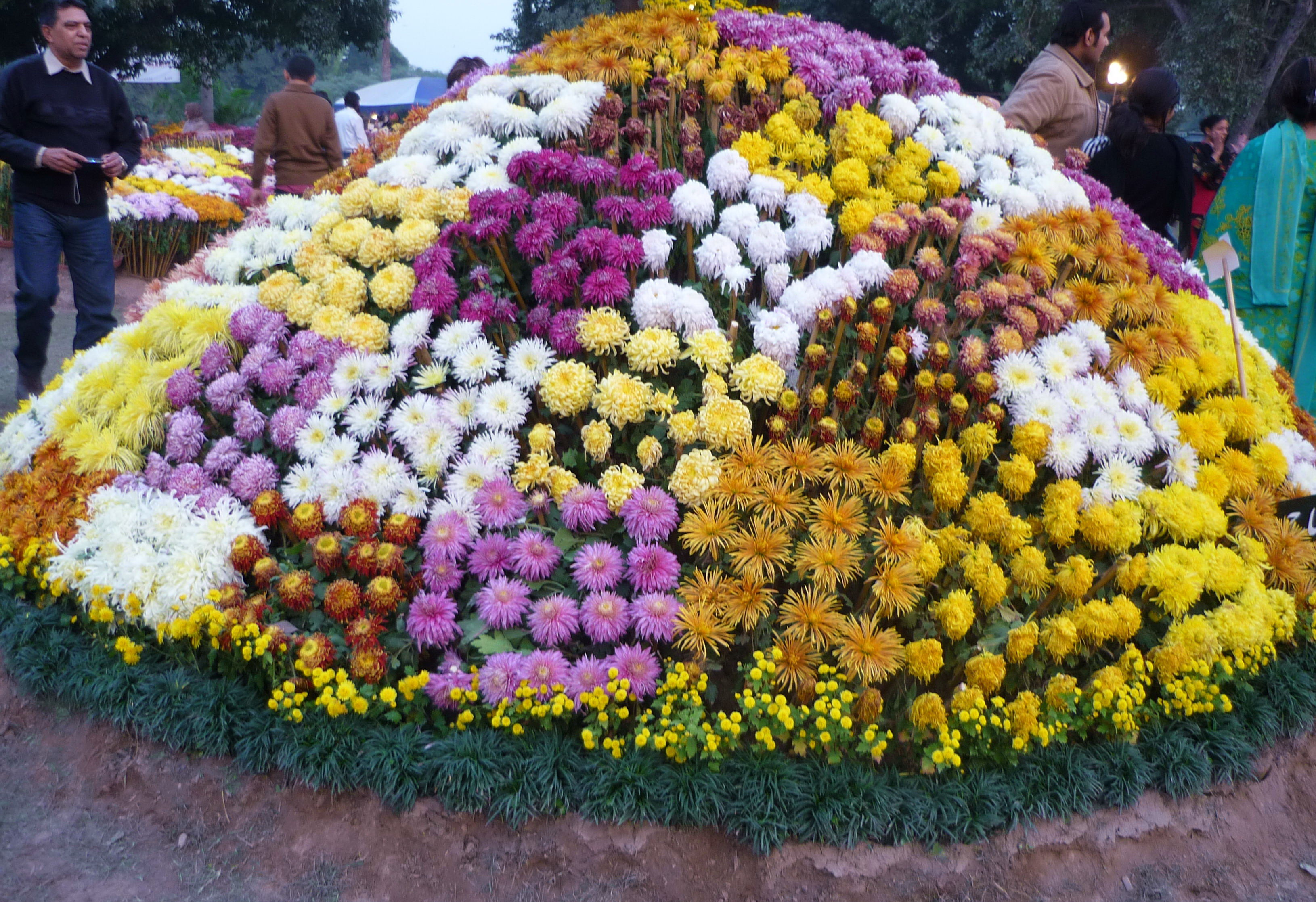
Hoa cúc nhiều loại

Chrysanthemum dại là những cây lâu năm hoặc cây bụi dạng thảo mộc. Lá cây xếp xen kẽ, chia thành nhiều lá chét thường có mép hình răng cưa. Cụm hoa phức gồm một dãy đầu hoa hoặc thi thoảng là một đầu hoa đơn độc. Đế hoa được bao phủ bởi các lớp lá bắc. Hoa có một hàng hoa con tia (ray floret) màu trắng, vàng hoặc đỏ; tuy nhiên, người ta đã lai tạo được thành nhiều dãy hoa con tia có màu sắc đa dạng. Hoa con trên đĩa (disc floret) của Chrysanthemum dại có màu vàng. Quả của cây là loại quả bế có gân.

## Lịch sử
Chrysanthemum được trồng đầu tiên tại Trung Quốc để làm thảo dược từ thế kỷ 15 trước Công nguyên. Ban đầu cây có hoa nhỏ và màu vàng. Sau nhiều thế kỷ gieo trồng, số lượng giống tăng đáng kể. Sách viết về hoa cúc thời nhà Tống ghi chép được 35 giống, đến thời nhà Nguyên đã tăng lên thành 136 giống. Sách Bản thảo cương mục của Lý Thời Trân thời nhà Minh liệt kê hơn 900 giống cúc. Ngày nay có hơn 3.000 giống ở Trung Quốc.
Không rõ từ đâu và từ lúc nào mà giống Chrysanthemum ngoại đã du nhập vào châu Âu. Năm 1764, Hà Lan nhập khẩu giống ngoại nhập đầu tiên từ Nhật Bản. Khoảng 25 năm sau, thuyền trưởng Blanchard mang về Pháp không dưới 1.000 giống. Năm 1798, Đại tá John Stevens nhập Chrysanthemum sinense từ Anh Cách Lan sang trồng tại Hoa Kỳ.

## Công năng

### Trang trí
Các giống Chrysanthemum hiện đại có màu sắng đa dạng hơn loài mọc dại; ngoài màu vàng truyền thống thì còn có màu trắng, tím và đỏ. Chi này Chrysanthemum gồm nhiều giống lai.
Chrysanthemum được chia làm hai nhóm cơ bản là nhóm chịu rét trồng vườn và nhóm trưng bày. Nhóm chịu rét còn có khả năng nở nhiều hoa nhỏ mà không cần nhiều sự hỗ trợ kỹ thuật, có thể chịu đựng mưa gió. Nhóm trưng bày thì cần qua đông ở nơi tương đối khô, mát và thỉnh thoảng cần được chiếu sáng vào ban đêm.

### Ẩm thực
Ở một số nơi thuộc châu Á, hoa Chrysanthemum vàng hoặc trắng thuộc loài C. morifolium được đun với nước để tạo thành thứ nước uống vị ngọt, gọi đơn giản là trà hoa cúc (菊花茶, Hán-Việt: Cúc hoa trà). Ở Triều Tiên, rượu gạo vị hoa cúc được gọi là gukhwaju (tiếng Triều Tiên: 국화주, "Cúc hoa tửu").
Lá cây được hấp hoặc luộc để làm rau ăn, đặc biệt là trong ẩm thực Trung Quốc. Hoa có thể thêm vào canh thịt rắn (蛇羹, Hán-Việt: xà canh) để tăng mùi thơm. Ở Việt Nam, người ta dùng tần ô (C. coronarium) để ăn sống, nấu canh hay nhúng lẩu. Ở Nhật Bản, hoa nhỏ được dùng để bày biện cho món sashimi.

### Vị thuốc
Cúc hoa được xem là một vị thuốc. Hai vị thường dùng nhất là cúc hoa trắng và cúc hoa vàng. Theo Tây y, ngoài tinh dầu và nhiều nguyên tố vi lượng, cúc hoa có chứa selen có khả năng khử gốc tự do, chống lão hoá và chứa crom là chất phân giải và bài tiết cholesterol, phòng chống bệnh tim mạch. Theo Đông y, cúc hoa vị ngọt, cay, tác động vào ba đường kinh gồm kinh phế, kinh can và kinh thận. Cúc hoa có tác dụng dưỡng âm, ích can, tán phong thấp, thanh đầu mục, giáng hỏa.
Xa xưa, Đông y chủ yếu dùng cúc hoa trắng. Đây là thành phần quan trọng của các bài thuốc "Tang cúc ẩm", "Kỷ cúc địa hoàng hoàn", "Cúc hoa tán",... Chỉ từ nửa cuối thế kỷ 20 thì cúc hoa vàng mới bắt đầu được sử dụng rộng rãi sau khi con người có thêm hiểu biết hóa dược về nó.
- Cúc hoa trắng (cam cúc, cúc hoa, cam cúc hoa, bạch cúc hoa [cúc hoa trắng], bạch cúc, chân cúc, dược cúc, tiết hoa, kim tinh; danh pháp hai phần: Chrysanthemum morifolium Ramat): được xếp trong nhóm "Thuốc phát tán phong nhiệt". Tuy Chrysanthemum morifolium màu sắc đa dạng nhưng Đông y thường dùng loại hoa trắng. Cúc hoa trắng vị cay, ngọt, đắng, khí hơi lạnh, vào kinh can và kinh phế, có tác dụng tán phong nhiệt, thanh nhiệt giải độc. Nghiên cứu cho thấy cúc hoa trắng làm giãn động mạch vành, tăng độ co bóp và hiệu suất sử dụng oxy của van tim, hạ huyết áp, ức chế nhiều loại vi khuẩn và nấm da,...[15]
- Cúc hoa vàng (dã cúc hoa, khổ ý, dã sơn cúc, lộ biên cúc, hoàng cúc tử, dã hoàng cúc, quỷ tử cúc, kim cúc, cúc riềng vàng; danh pháp hai phần: Chrysanthemum indicum L.): được xếp trong nhóm "Thuốc thanh nhiệt giải độc". Cúc hoa vàng có vị đắng, cay, khí hơi lạnh, vào kinh can và kinh tâm, có tác dụng thanh nhiệt giải độc, chữa eczema, lở loét, mề đay, đau họng, đau đầu chóng mặt. Nghiên cứu cho thấy cúc hoa vàng kháng virus, vi khuẩn, giải nhiệt, tăng cường chức năng đại thực bào, hạ huyết áp,...[16]

### Thuốc trừ sâu
Pyrethrum (Chrysanthemum [hoặc  Spathipappus] cinerariaefolium) là nguyên liệu thiên nhiên quan trọng để pha chế thuốc trừ sâu. Người ta chiết xuất hoạt chất pyrethin trong quả và bán dưới dạng nhựa dầu. Hoạt chất này tác động lên hệ thống thần kinh của côn trùng và ngăn muỗi cái đốt. Ở liều lượng thấp chất này có tác dụng đuổi muỗi. Chất này độc cho cá nhưng ít độc với thú và chim hơn các hóa chất trừ sâu tổng hợp khác. Chất này không bền, có thể bị rữa bởi vi khuẩn hay bị phân hủy dễ dàng khi tiếp xúc với ánh sáng. Các pyrethroid như permethrin là những thuốc trừ sâu tổng hợp dựa trên pyrethrum tự nhiên.

### Giảm ô nhiễm
Lá cây được Nghiên cứu về làm sạch không khí của NASA chứng minh là có thể làm giảm ô nhiễm không khí trong nhà.

## Trong văn hóa
Ở một số quốc gia châu Âu như Pháp, Bỉ, Ý, Tây Ban Nha, Ba Lan, Hungary, Croatia, Chrysanthemum bẻ cong là biểu tượng của cái chết và chỉ được dùng trong các đám tang hoặc đặt trên mộ; tương tự, ở Trung Quốc, Nhật Bản và Triều Tiên, hoa Chrysanthemum trắng là biểu tượng của tiếng than khóc và/hoặc nỗi sầu khổ. Cúc trắng còn biểu tượng cho lòng chân thành.

### Văn hóa phương Đông

#### Trung Quốc

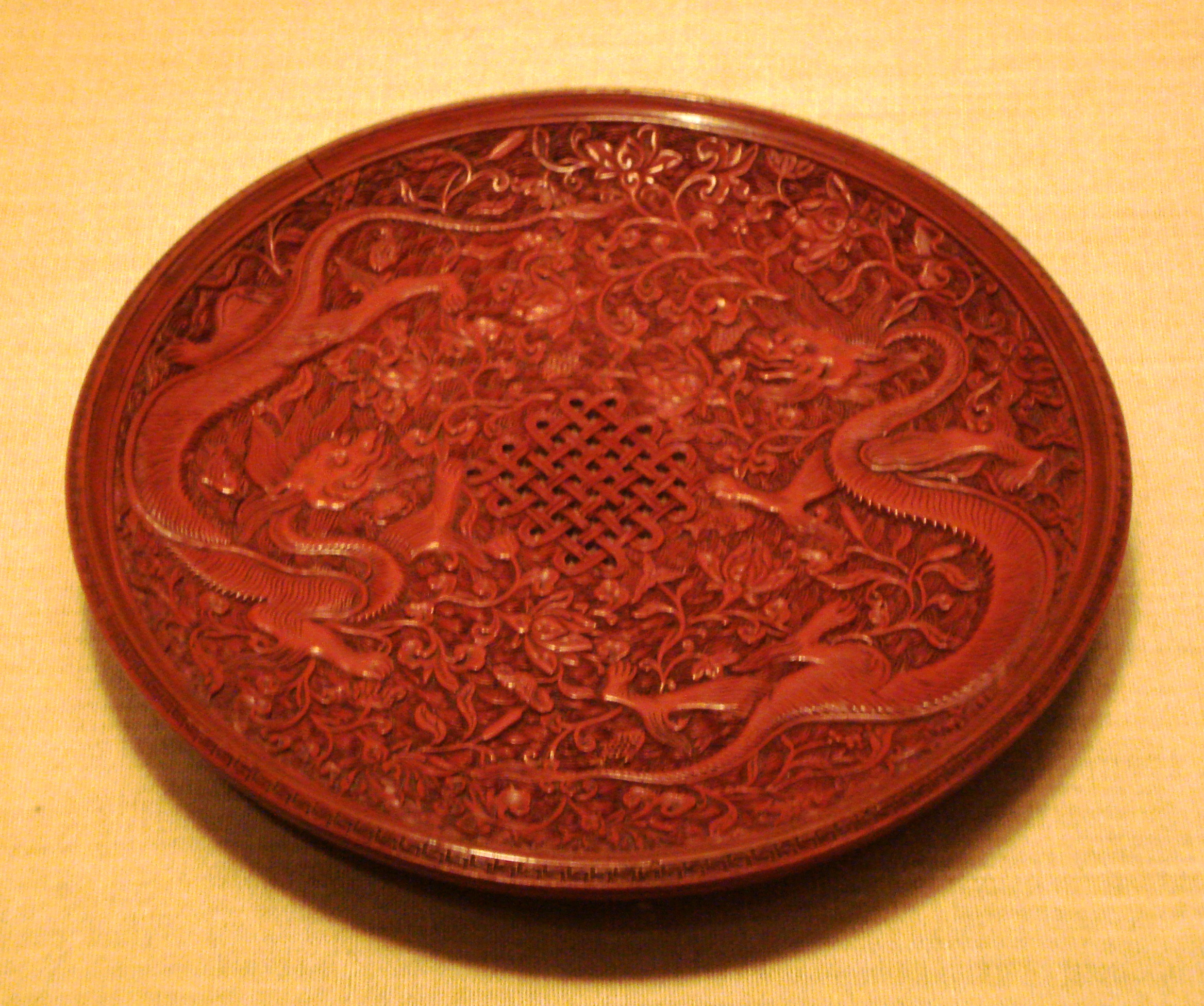
Một chiếc đĩa sơn mài đỏ thời nhà Minh, trên có vẽ hoa cúc và rồng

- Cúc là một trong "Tứ quân tử" (四君子) của văn hóa Trung Quốc (cùng với Mai, Lan và Trúc) và là biểu tượng của tính thanh cao. Hoa cúc cũng là một trong bốn loài hoa biểu tượng cho bốn mùa trong năm.
- Hoa cúc là chủ đề cho nhiều bài thơ của Trung Quốc. Thi sĩ Đào Tiềm nổi tiếng vì niềm yêu hoa cúc.[18] Thi phẩm "Ẩm tửu" kỳ 5 (飲酒其五) của ông có câu:

| Nguyên văn chữ Hán: 採菊東籬下， 悠然見南山。 | Phiên âm Hán-Việt: Thái cúc đông ly hạ Du nhiên kiến Nam sơn. | Dịch nghĩa: Hái cúc ở giậu đông Thản nhiên nhìn núi Nam. |

- Lễ hội hoa cúc được tổ chức hàng năm ở Đồng Hương, gần Hàng Châu, tỉnh Chiết Giang.[20]
- Trấn Tiểu Lãm (小榄镇) ở thành phố Trung Sơn, tỉnh Quảng Đông là một đô thị cổ có tên cũ là "Cúc thành", nghĩa là "thành phố hoa cúc".
- Cổ nhân Trung Hoa tin rằng hoa cúc (có khả năng chịu rét tốt) chắc hẳn thu được "tinh khí của đất trời" nên chắc chắn có ích lợi cho sức khỏe. Một quyển sách từ thời nhà Hán có kể về bí quyết của dân một làng thuộc tỉnh Hà Nam, nhờ uống nước suối có cánh hoa cúc mà trường thọ.[9]
- Cây hoa cúc có ý nghĩa đặc biệt quan trọng trong dịp Tết Trùng cửu.

#### Hàn Quốc
- Thi ca:

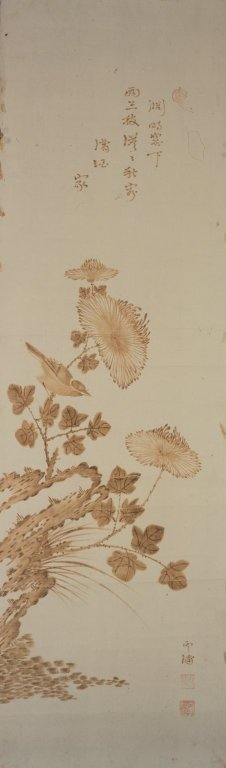
Bức họa vẽ hoa cúc, chim và đá, được vẽ vào cuối thế kỷ 19, đầu thế kỷ 20 dưới thời nhà Triều Tiên. Lưu trữ tại Bảo tàng Brooklyn, thành phố New York, Hoa Kỳ.

Dưới thời nhà Triều Tiên, hoa cúc là điểm tựa tinh thần và là cảm hứng nghệ thuật của giới trí thức. Ngoài ra, cúc còn được xem là loại hoa có thể xua đi nỗi ưu phiền và được người Triều Tiên gọi là 忘憂物 (Hán-Việt: Vong ưu vật). Thời hiện đại, nhà thơ nổi tiếng Hàn Quốc là Seo Jeong-ju có thi phẩm "Bên hoa cúc" (tiếng Triều Tiên: 국화 옆에서) sáng tác năm 1947. Trong bài thơ này, tác giả đã thông qua hình ảnh hoa cúc trải qua hai mùa xuân và hạ để nở vào mùa thu để liên hệ đến tinh thần bền bỉ của người chị gái Trích một đoạn:
| Nguyên văn chữ Hàn: 한 송이의 꽃을 피우기 위해 봄부터 소쩍새는 그렇게 울었나 보다. 한 송이의 국화꽃을 피우기 위해 천둥은 먹구름 속에서 또 그렇게 울었나 보다 (...) | Bản dịch tiếng Anh (David McCann): To bring one chrysanthemum to flower, the cuckoo has cried since spring. To bring one chrysanthemum to bloom, thunder has rolled through black clouds. | Tạm dịch nghĩa theo bản tiếng Anh: Để cho cúc đơm hoa, con cu cu đã kêu suốt từ ngày xuân. Để cho cúc nở hoa, sấm vang rền qua những đám mây đen. |

- Lễ hội:

Tương tự truyền thống của Trung Quốc, cúc cũng là loại hoa được yêu quý tại Hàn Quốc. Nước này có một số lễ hội hoa cúc đã được tổ chức vào mùa thu như: Lễ hội hoa cúc Masan Gogopa (tỉnh Gyeongsang Nam), Lễ hội hoa cúc Mười triệu (thành phố Iksan, tỉnh Jeolla Bắc), Lễ hội hoa cúc Gochang,...

#### Nhật Bản

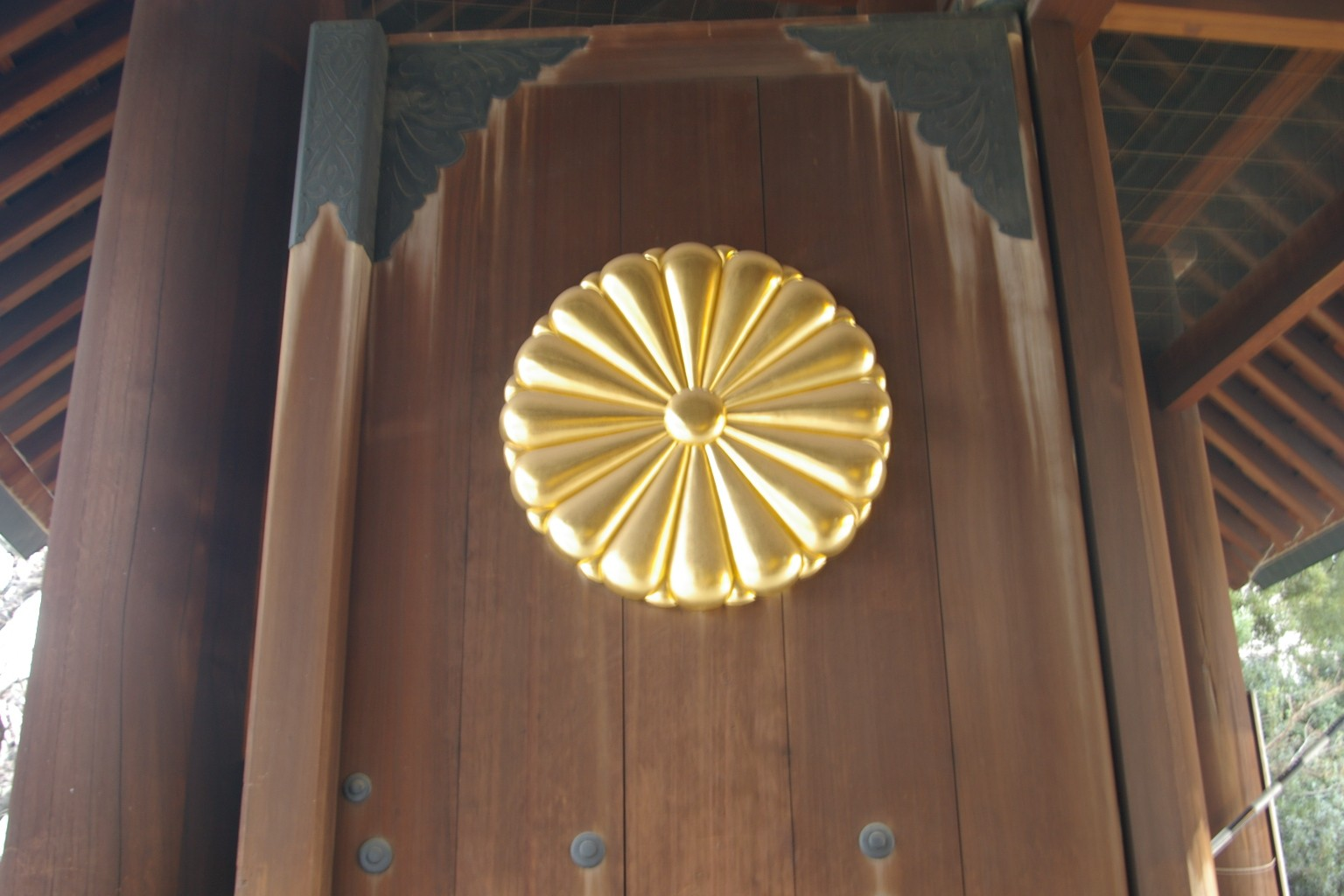
Huy hiệu hoa cúc trên cổng Đền Yasukuni, Nhật Bản

- Hoa cúc là biểu tượng của hoàng gia Nhật Bản.[25]
- Ngai hoa cúc là tên chỉ ngai vàng của Thiên hoàng Nhật Bản.
- Kikukamonshō (菊花紋章 (Cúc hoa văn chương) Huy hiệu hoa cúc?) là từ chung để chỉ biểu tượng nhận diện gia đình có hình hoa cúc ở Nhật Bản. Con dấu Hoàng gia Nhật Bản là một ví dụ nổi bật. Có nhiều điện thờ trước đây nhận tiền từ nhà nước cũng dùng huy hiệu hình hoa cúc, nổi tiếng nhất là Đền Yasukuni ở Tokyo.[26]
- Huân chương Hoa cúc Tối cao là danh hiệu do Thiên hoàng trao tặng.
- Mùa thu hàng năm, thành phố Nihonmatsu, tỉnh Fukushima lại tổ chức "Triển lãm búp bê hoa cúc Nihonmatsu" tại phế tích Lâu đài Nihonmatsu.[27]
- Thời Đế quốc Nhật Bản, các vũ khí nhỏ phải có dấu Hoa cúc hoàng gia vì chúng được xem là tài sản riêng của Thiên Hoàng.
- Dịp Trùng cửu ở Nhật, tức Chōyō (重陽 (Trùng dương)?) còn có tên khác là Lễ hội hoa cúc, tức Kiku no Sekku (菊の節句 Kiku no Sekku?).[28] Ngày nay vẫn còn tục thưởng lãm hoa cúc vào ngày này.[29]

#### Việt Nam
- Thi ca: cúc được xem là biểu tượng của ẩn sĩ và sự thanh cao hay của quê hương, được các nhà thơ Việt Nam đưa vào tác phẩm từ nhiều thế kỷ qua, như Trần Khắc Chung, Huyền Quang, Phạm Mại, Nguyễn Trãi, Nguyễn Du, Nguyễn Khuyến,...[21] Trần Khắc Chung (hiệu Cúc Ẩn) được xem là người tiên phong trong thơ vịnh cúc của Việt Nam. Thời Chiến tranh Nguyên Mông – Đại Việt, ông làm thơ kêu gọi người khác phò vua giúp nước thay vì hưởng nhàn:[21]

| Nguyên văn chữ Hán: 重陽摘蕊陶攘醉， 秋夕餐英屈愛香。 二老風流千載遠， 天教菊隱出承當。 | Phiên âm Hán-Việt: Trùng dương trích nhị Đào nhương túy Thu tịch xan anh Khuất ái hương Nhị lão phong lưu thiên tái viễn Thiên giáo Cúc ẩn xuất thừa đương. | Dịch nghĩa: Trùng dương hái cúc ủ men Đào Thu đến ăn hoa bác Khuất cao Phong lưu nhị lão nghìn năm cũ Cúc ẩn đành ra gánh trời trao. |

Bài "Thơ tình cuối mùa thu" của nữ sĩ Xuân Quỳnh có đề cập đến hoa cúc mùa thu:
(...) Mùa thu ra biển cả 
Theo dòng nước mênh mông.
Mùa thu vào hoa cúc
Chỉ còn anh và em (...)

- Âm nhạc: nhạc sĩ Phan Huỳnh Điểu đã phổ nhạc cho bài thơ "Thơ tình cuối mùa thu".

### Văn hóa phương Tây

#### Hoa Kỳ
Năm 1966, hoa cúc được Thị trưởng Richard J. Daley công nhận là hoa chính thức của thành phố Chicago, Illinois. Hoa cúc cũng là hoa chính thức của thành phố Salinas, California.

#### Úc
Tại Úc, người ta tặng mẹ hoa cúc nhân dịp Ngày của Mẹ (rơi vào mùa thu tháng 5 ở bán cầu nam). Đàn ông thi thoảng đeo hoa cúc trên ve áo để vinh danh mẹ.

## Danh sách loài
Chi Chrysanthemum gồm các loài:

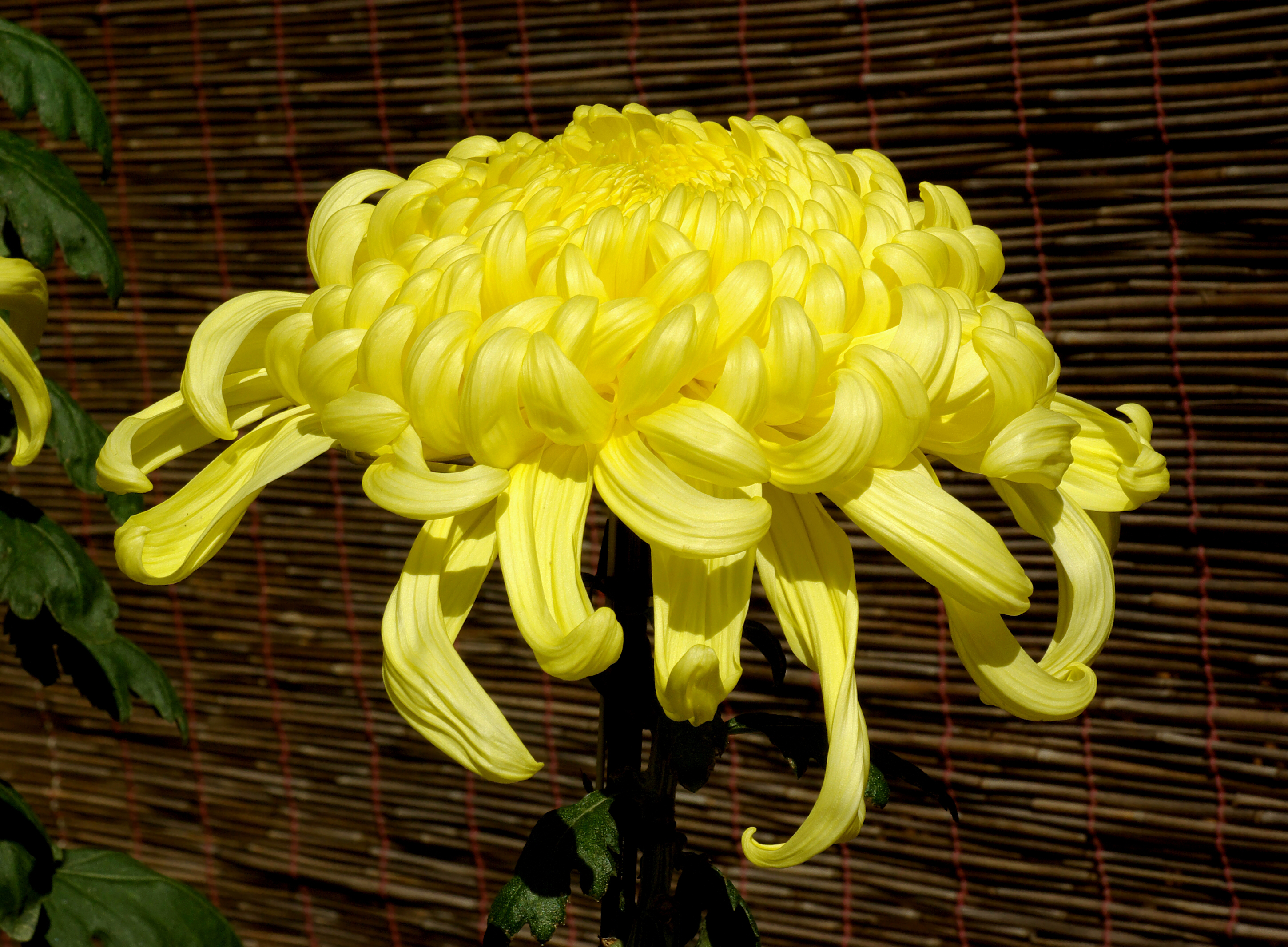
Cúc mâm xôi

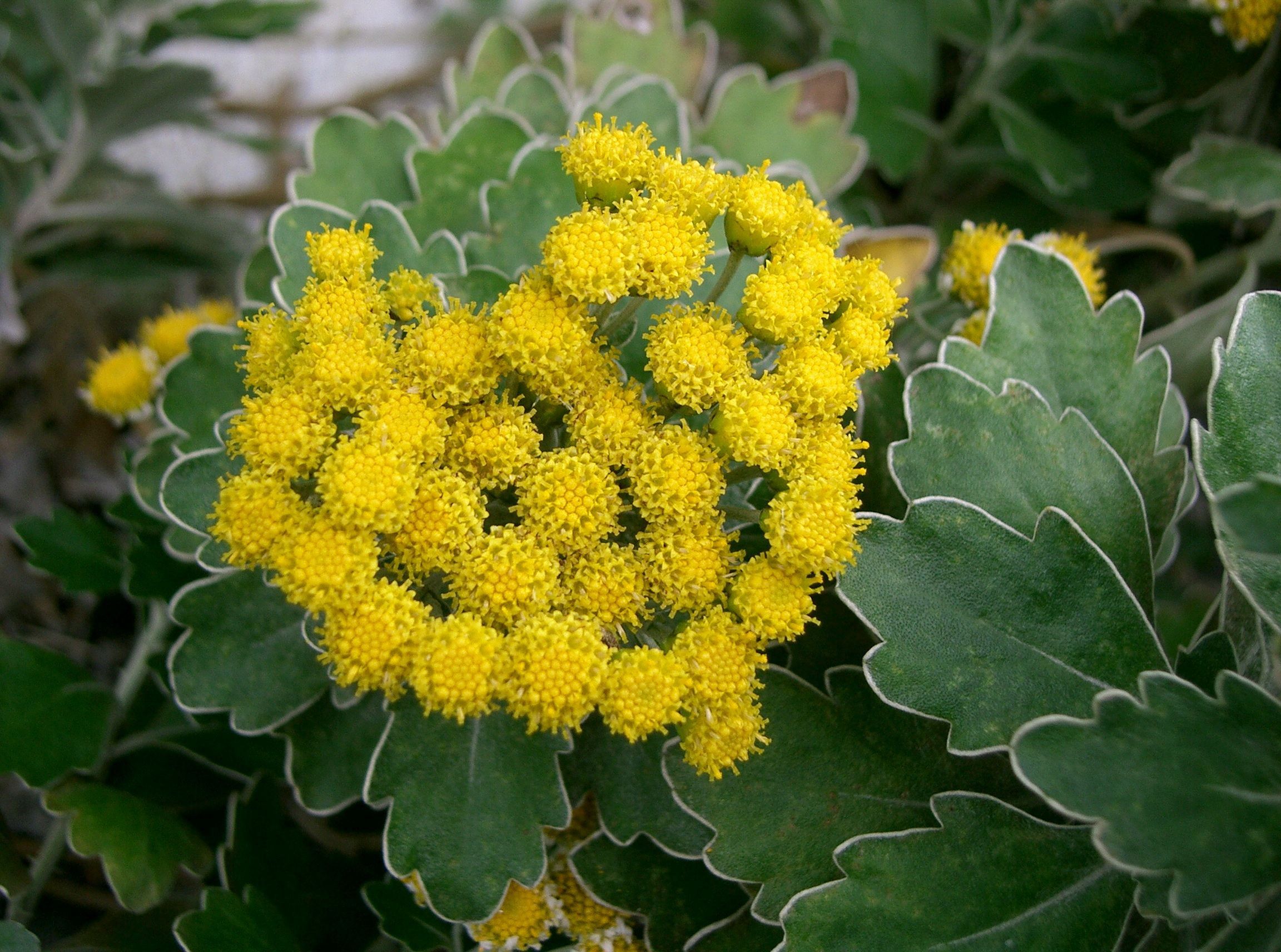
Cúc Thái Bình Dương

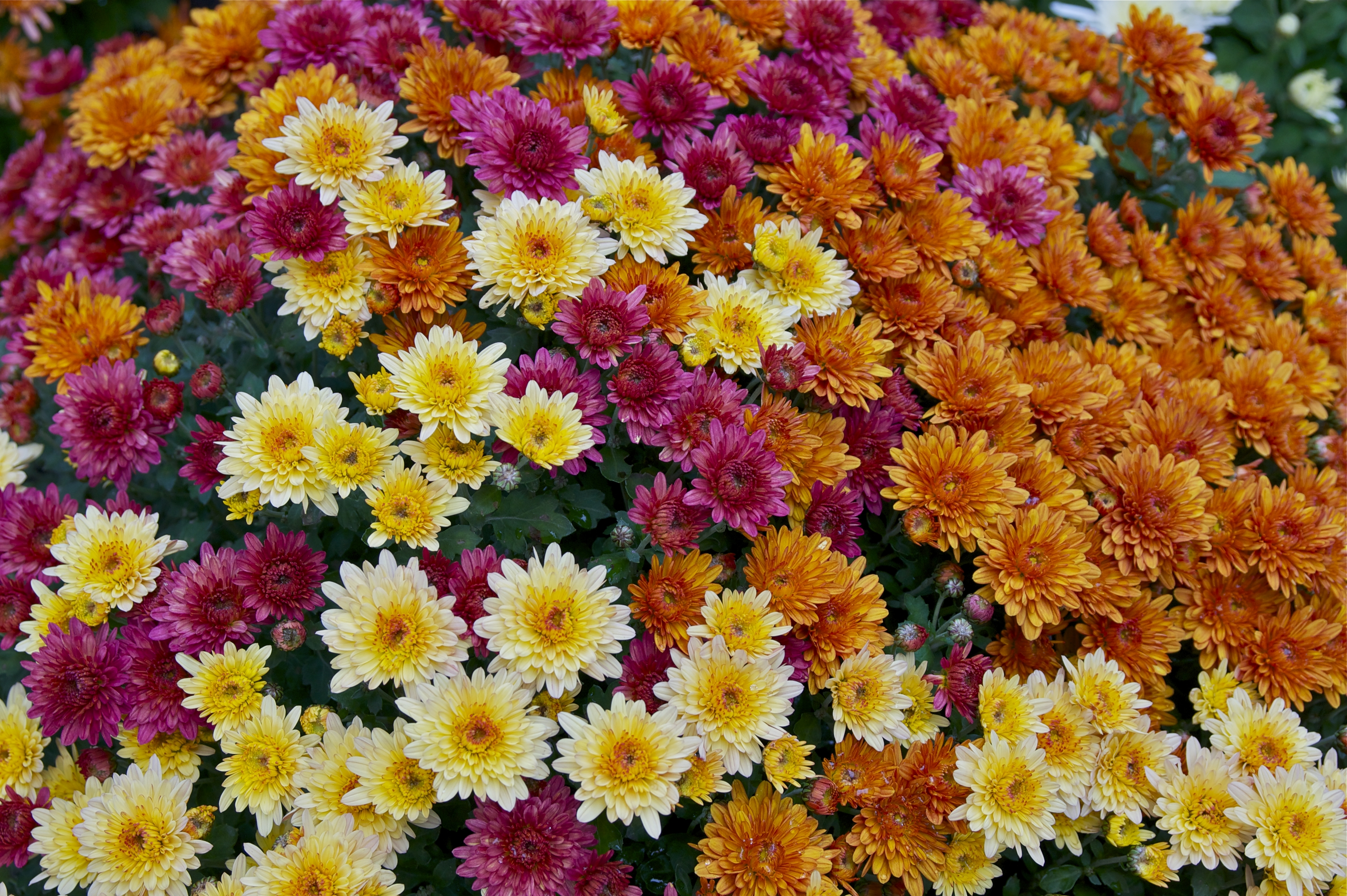
Chrysanthemum x morifolium

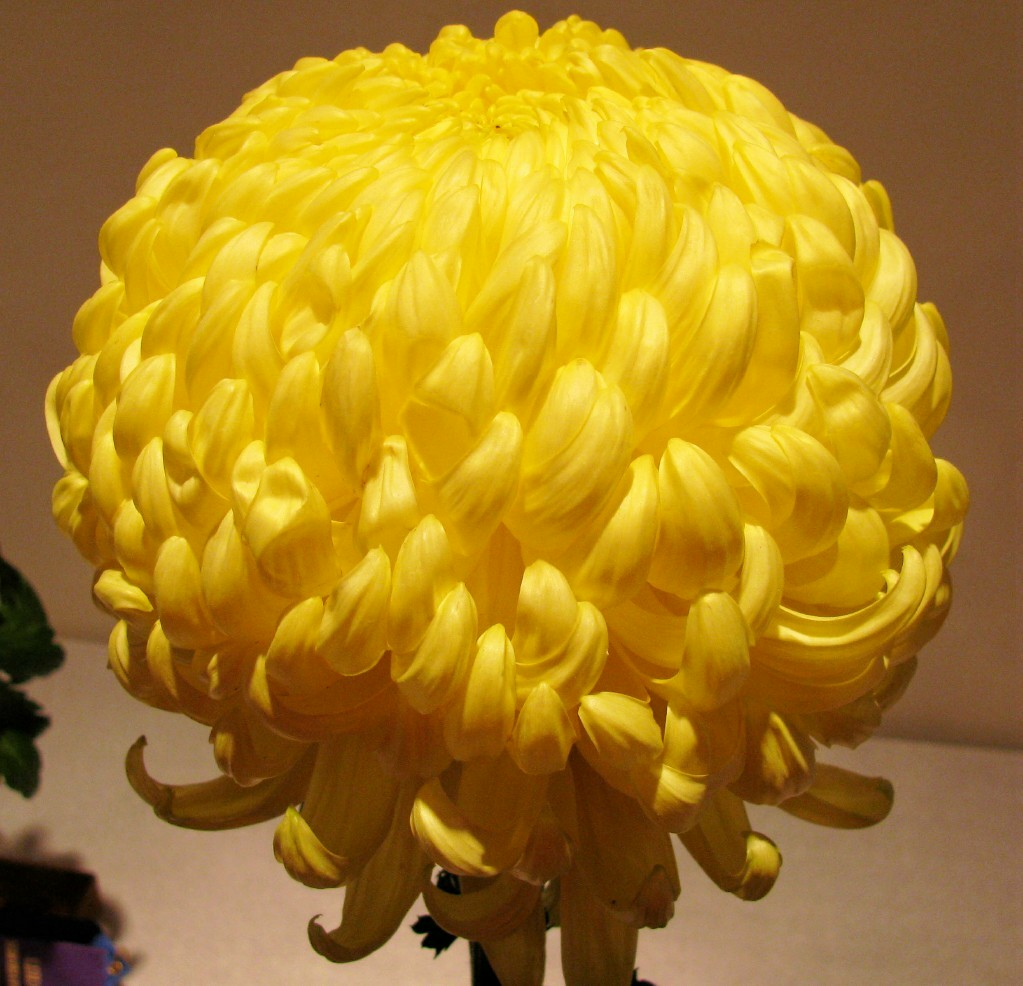
'King's Pleasure' – Class 1

- Chrysanthemum aphrodite Kitam. - Cúc sơn âm
- Chrysanthemum arcticum L. - Cúc Bắc Cực
- Chrysanthemum argyrophyllum Ling - Cúc ngân bối
- Chrysanthemum arisanense Hayata - Cúc A Lý Sơn
- Chrysanthemum chalchingolicum Grubov - Cúc ha lạp
- Chrysanthemum chanetii H.Lév. - Cúc tiểu hồng
- Chrysanthemum coccineum (Willd.) Grierson. - Cúc đuổi muỗi
- Chrysanthemum crassum Kitam. - Cúc đại đảo
- Chrysanthemum cuneifolium Kitam. - Cúc thứu phu
- Chrysanthemum daucifolium Pers. - Cúc hồ la
- Chrysanthemum dichrum (C.Shih) H.Ohashi & Yonek. - Cúc dị sắc
- Chrysanthemum foliaceum (G.F.Peng, C.Shih & S.Q.Zhang) J.M.Wang & Y.T.Hou - Cúc diệp trạng
- Chrysanthemum glabriusculum (W.W.Sm.) Hand.-Mazz. - Cúc nghĩ á
- Chrysanthemum grandiflorum Ramat. - Cúc cự hoa
- Chrysanthemum horaimontanum Masam. - Cúc bồng lai
- Chrysanthemum hypargyrum Diels - Cúc vàng núi
- Chrysanthemum indicum L. - Cúc vàng, Kim cúc
- Chrysanthemum integrifolium Richardson - Cúc Bắc Cực toàn diệp
- Chrysanthemum japonicum (Maxim.) Makino - Cúc long não
- Chrysanthemum jeongseonense (M. Kim & H. Jo). - Cúc tinh thiện
- Chrysanthemum konoanum Makino - Cúc hộ ẩn
- Chrysanthemum lavandulifolium Makino - Cam cúc
- Chrysanthemum leucanthum (Makino) Makino - Cúc liễu cân
- Chrysanthemum longibracteatum (C.Shih, G.F.Peng & S.Y.Jin) J.M.Wang & Y.T.Hou - Cúc trường bao
- Chrysanthemum mawii Hook. f. - Cúc mã quy
- Chrysanthemum maximowiczii Kom. - Cúc tế diệp
- Chrysanthemum miyatojimense Kitam. - Cúc Đông Hộ
- Chrysanthemum mongolicum (Ling) Tzvel. - Cúc Mông Cổ
- Chrysanthemum morifolium (Ramat.) Hemsl. - Cúc mâm xôi, Cúc đại đóa
- Chrysanthemum morii Hayata - Cúc sâm thị
- Chrysanthemum naktongense Nakai - Cúc tiết diệp
- Chrysanthemum ogawae Kitam. - Cúc nhật chi ngự
- Chrysanthemum okiense Kitam. - Cúc ẩn kỳ
- Chrysanthemum oreastrum Hance - Cúc tiểu sơn
- Chrysanthemum ornatum Hemsl. - Cúc tát ma
- Chrysanthemum pacificum Nakai - Cúc Thái Bình Dương
- Chrysanthemum parvifolium C.C.Chang - Cúc lá nhỏ
- Chrysanthemum potentilloides Hand.-Mazz. - Cúc ủy lăng
- Chrysanthemum rhombifolium (Y.Ling & C.Shih) H.Ohashi & Yonek. - Cúc lăng diệp
- Chrysanthemum rubellum Sealy - Cúc thanh hồng
- Chrysanthemum shimotomaii Makino - Cúc hồng tân
- Chrysanthemum shiwogiku Kitam. - Cúc dĩ y
- Chrysanthemum sinuatum Ledeb. - Cúc sĩ nữ
- Chrysanthemum vestitum (Hemsl.) Kitam. - Cúc mao
- Chrysanthemum weyrichii Miyabe & T.Miyake - Cúc bom trắng
- Chrysanthemum xeromorphum (A. P. Khokhryakov). - Cúc dại Nga
- Chrysanthemum yantaiense M.Sun & J.T.Chen - Cúc Sơn Đông
- Chrysanthemum yoshinaganthum Makino- Cúc na hạ xuyên
- Chrysanthemum zawadskii Herbich - Cúc dại hoa trắng
- Chrysanthemum zhuozishanense L.Q.Zhao & Jie Yang - Cúc trác tử

## Hình ảnh

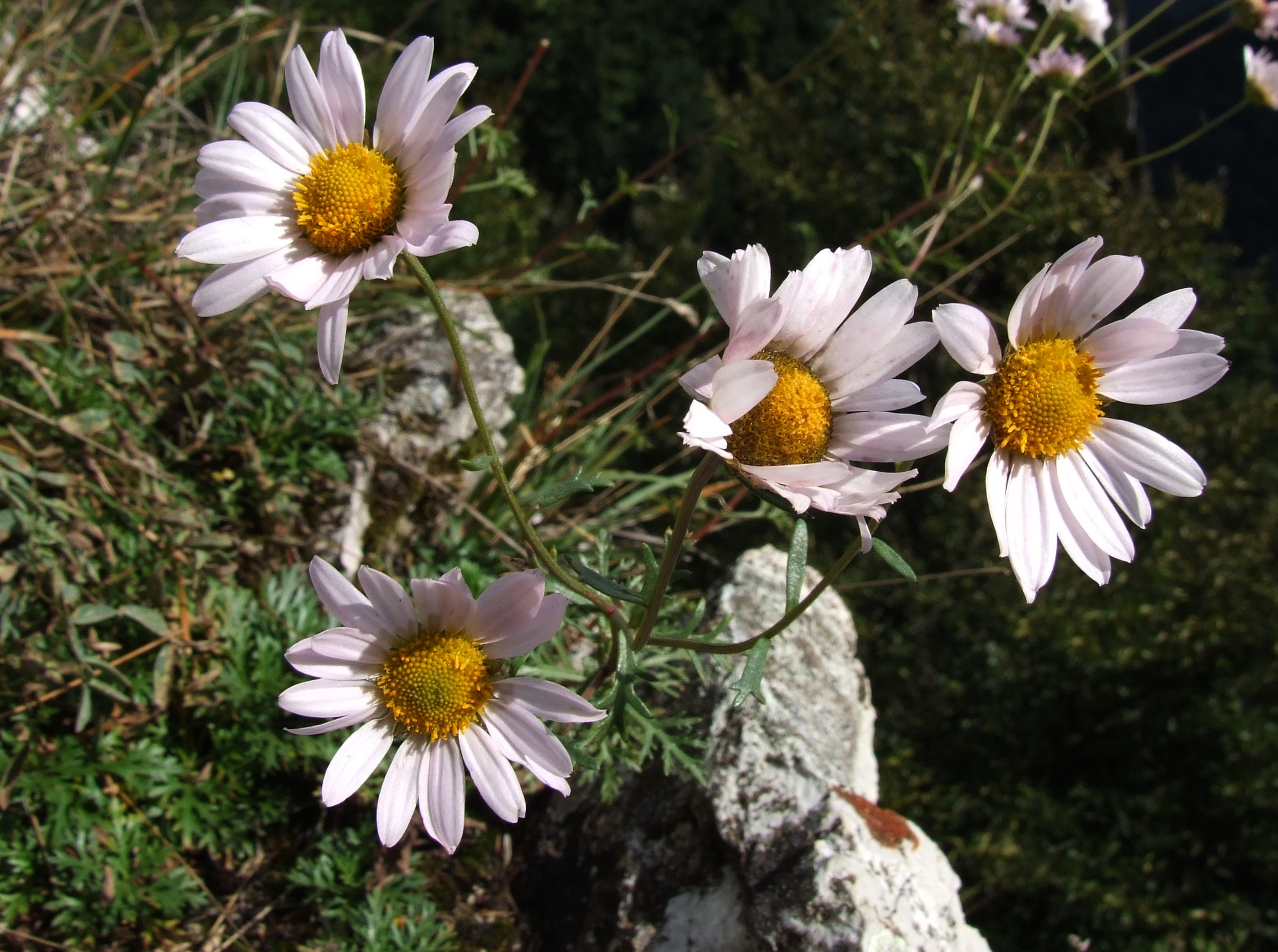
Chrysanthemum zawadskii
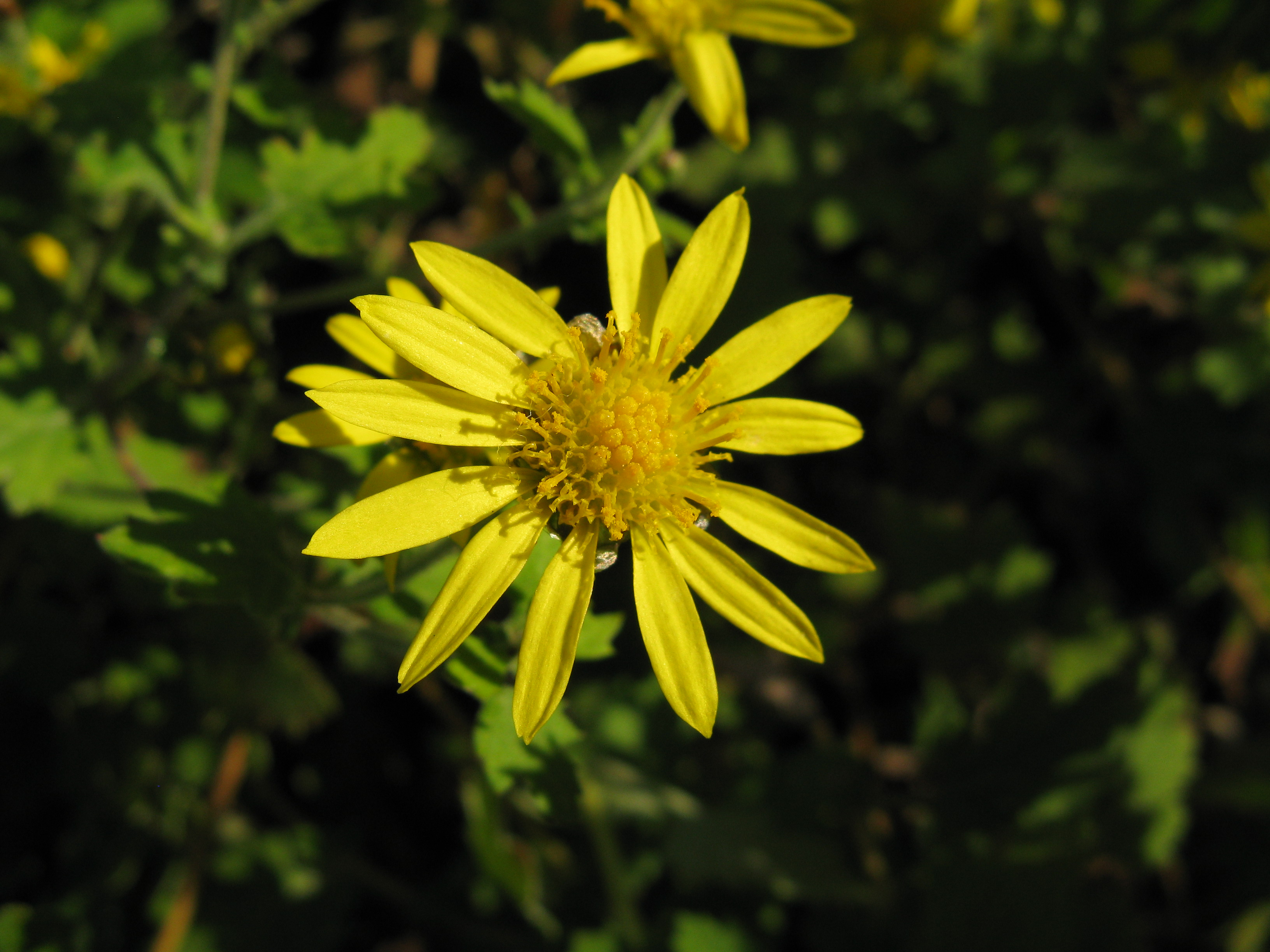
Chrysanthemum indicum
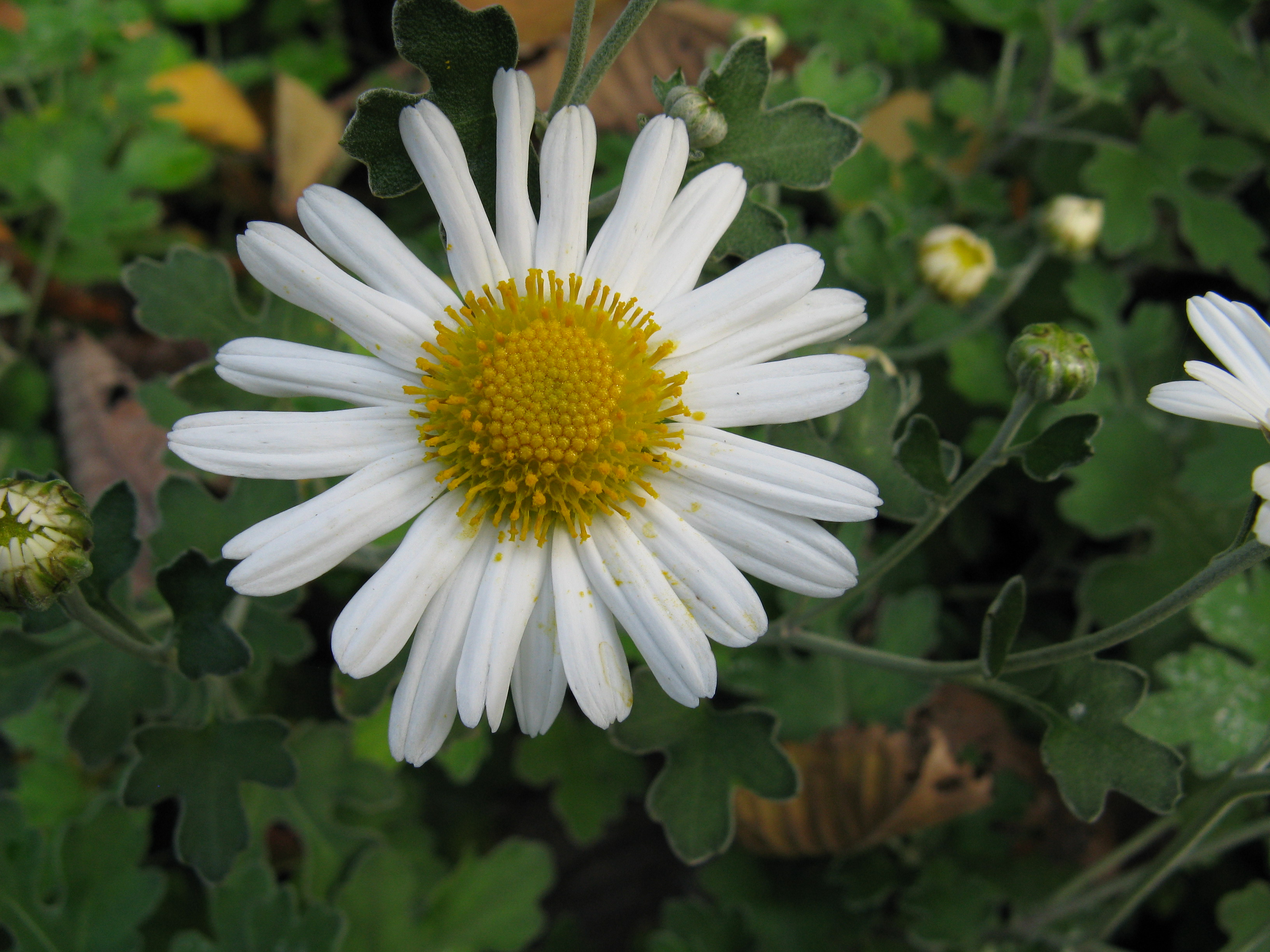
Chrysanthemum japonense var. ashizuriense
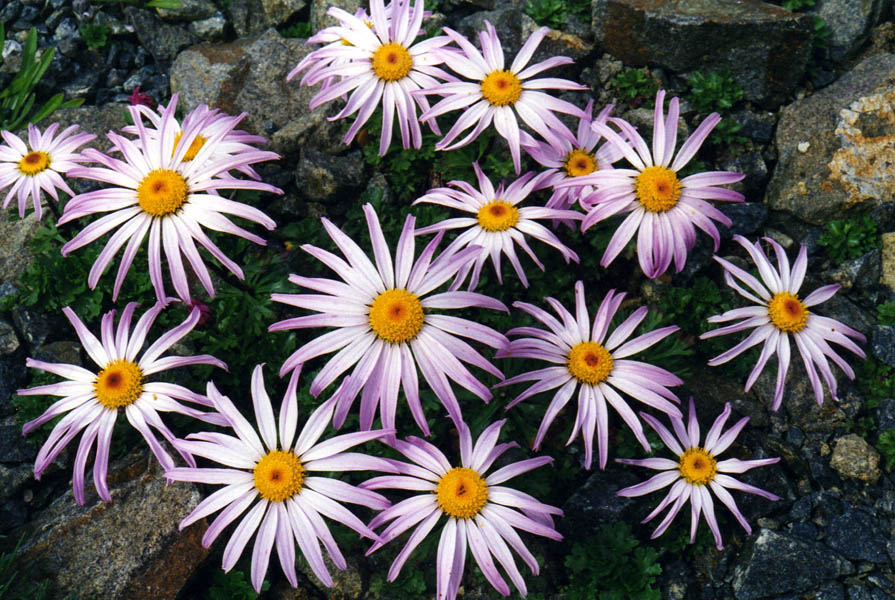
Chrysanthemum weyrichii
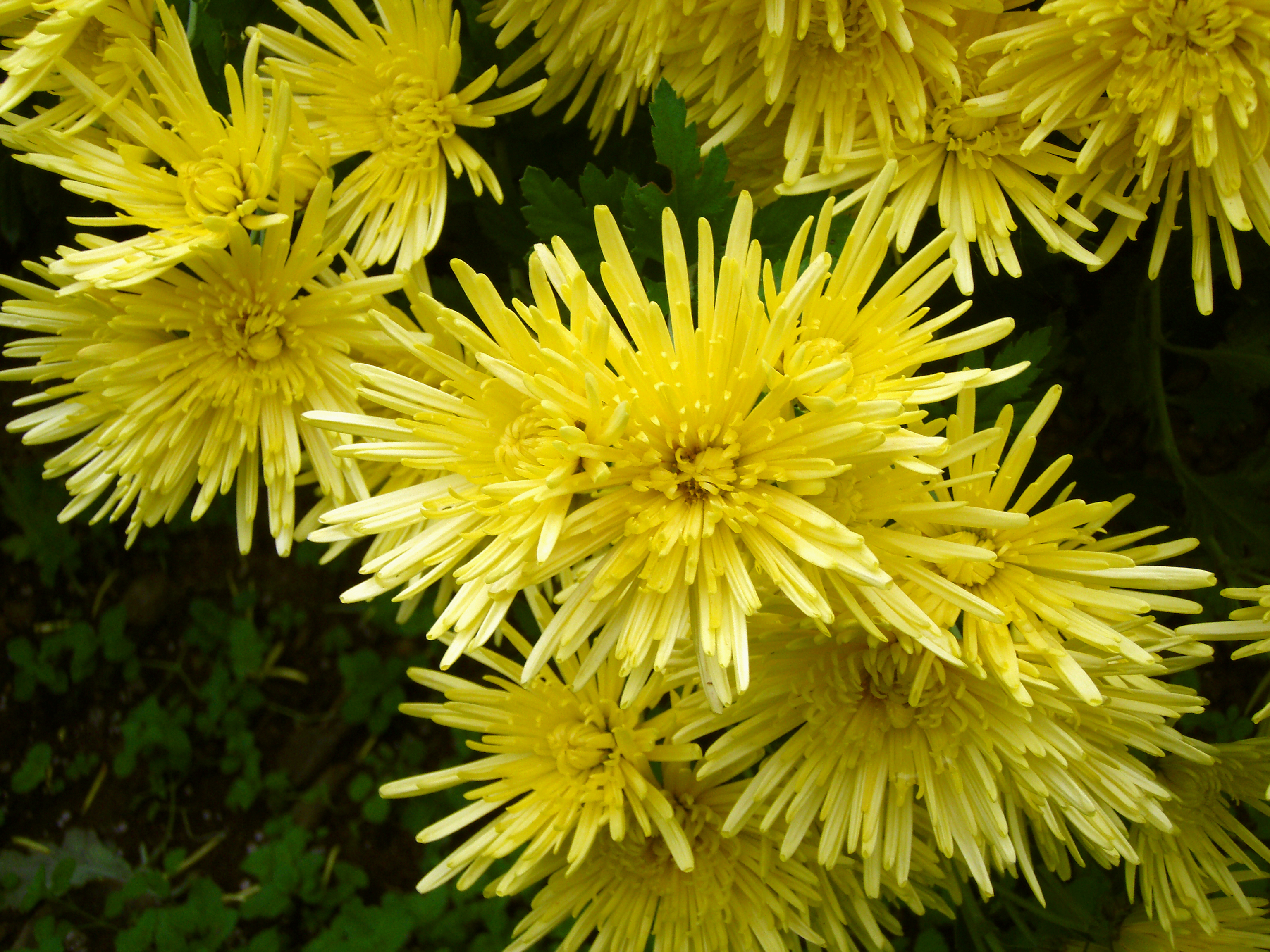
Chrysanthemum × morifolium
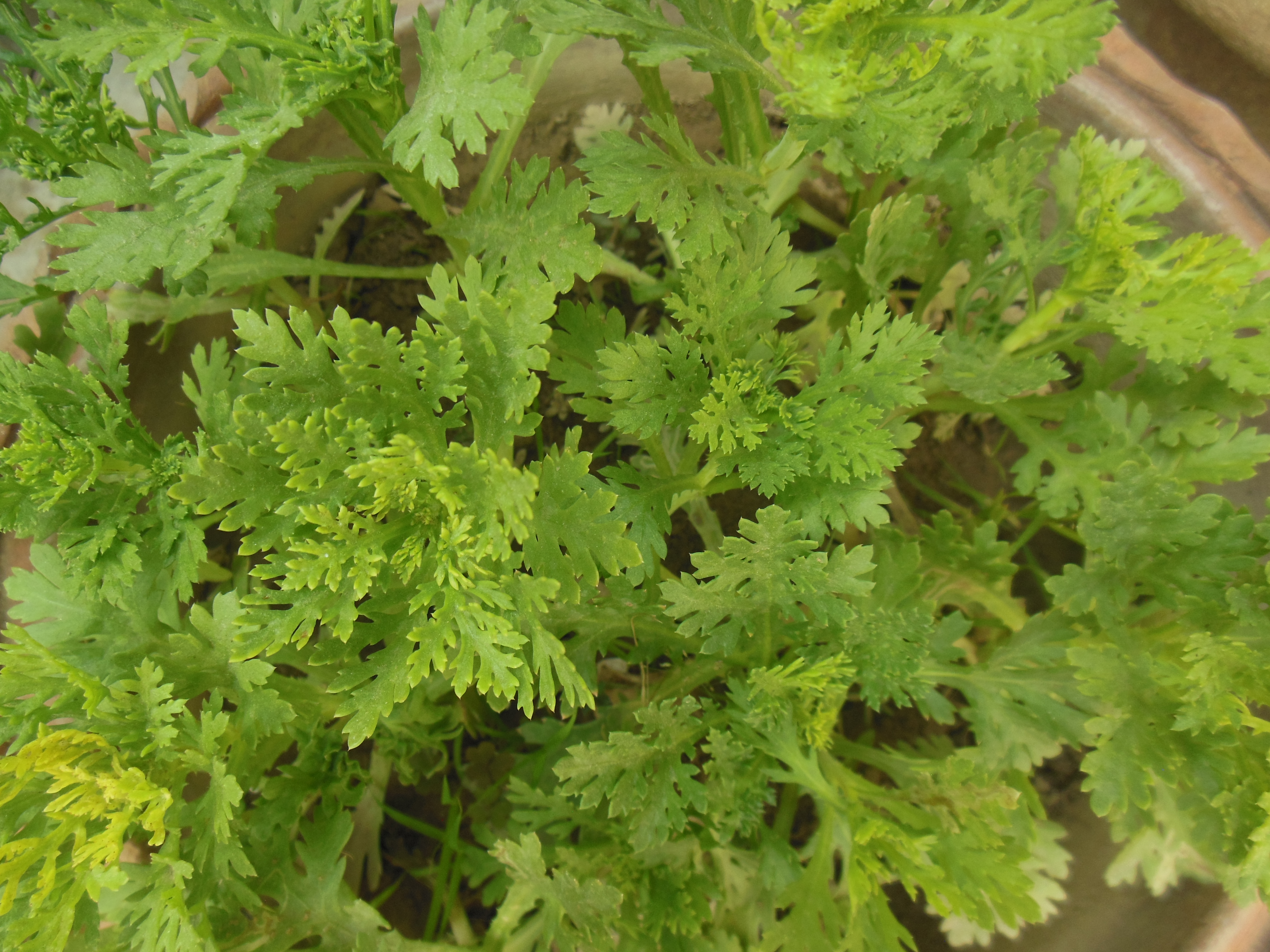
Lá chi Cúc